# Парікшіт

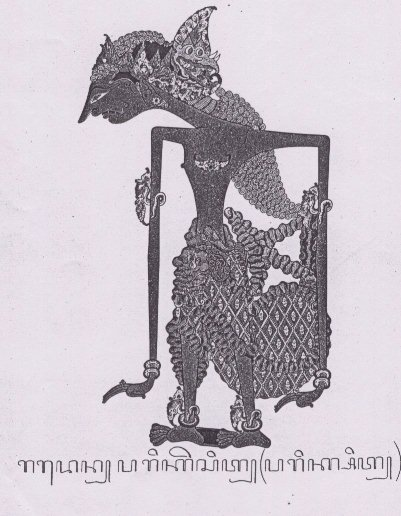
Парікшіт в яванській ваянгі

Парікшіт (санскр. परिक्षित्, Parikṣit IAST) — герой давньоіндійського епосу «Магабгарата» і пуранічних літератури індуїзму. Цар Хастінапуре з династії Куру, який успадкував престол від Юдхіштхіра. У «Бгаґавата-пурані» про Парікшіта розповідається як про святого царя, імператора світу, життя і діяння якого були незвичайні і який правив близько 5000 років тому. В індуїзмі Парікшіт вважається великою святою особистістю.
Парікшіт був сином принцеси з царства Матс по імені Уттара і сина Арджуни Абхіманью. Він народився вже після Битви на Курукшетрі. Коли Уттара була вагітна Парікшітом, Абхіманью був нещадно убитий Кауравами. Пізніше Ашватхама спробував знищити ще ненародженого немовляти і його мати за допомогою брагмастри. Уттара була врятована Крішною, який був дядьком по матері Абхіманью (дружина Арджуни Субхадра була сестрою Крішни і матір'ю Абхіманью).
Головний священик Дгаум'я передбачив царю Юдгіштгіре, що новонароджене немовля буде великим відданим Вішну і, так як він був врятований Крішною, він також буде відомий під ім'ям Вішнурата («той, кого завжди захищає Господь»). Дхаумья ріші також передбачив, що Парікшіт буде дуже праведним і доброчесним, буде суворо дотримуватися принципів дгарми і стане дуже мудрим імператором, подібним Ікшваку і Рамі з Айодхг'ї. Подібно своєму дідові Арджуне, він стане зразковим воїном і розширить славу своєї сім'ї. По всьому світу і в серцях всіх живих істот він буде шукати і намагатися пізнати Всевишнього, з яким зустрівся будучи ще в утробі своєї матері.
Після початку Калі-юґи, темної ери невігластва й гріха, і після того як Крішна віддалився в свою вічну обитель, п'ять братів Пандавів пішли від справ. Молодий Парікшіт був коронований як цар, а Кріпа став його радником. За сприяння Кріп Парікшіт провів три ашвамедхі.
Одного разу, під час полювання в лісі, Парікшіт зустрів уособлення Калі-юги — демона Калі. Калі попросив Парікшіта дозволу увійти в його царство, на що цар відповів відмовою. Калі продовжував наполягати, і зрештою Парікшіт відвів йому п'ять місць проживання на землі: там, де грають в азартні ігри, п'ють алкогольні напої, вживають в їжу плоть убієнних тварин, де існує проституція і де наживають золото. Описується, що після цього Калі проник в золоту корону Парікшіта і несприятливо впливав на його думки. Невдовзі Парікшіт відчув велику спрагу і увійшов до знаходилася неподалік хатину мудреця Шрінгі, що знаходився в глибокій медитації. Парікшіт шанобливо вклонився йому кілька разів, але не отримавши відповіді, взяв дохлу змію і повісив її мудрецеві на шию як гірлянду. Пізніше, коли син Шрінгі почув про скоєне, він прокляв Парікшіта померти від укусу летючого змія через сім днів. Почувши про прокляття, цар негайно передав престол своєму синові Джанамеджаю, пішов на берег Ганги і протягом останніх днів свого життя безперервно слухав «Бгаґавата-пурану» від Шукадеви Госвамі. По семи днів цар зміїв Такшака вкусив Парікшіта, після чого цар, залишивши своє тлінне тіло, досяг звільнення, вознісся в духовний світ.